# Edward Hallowell
Edward Hallowell (1808 - 20. februar 1860) var en amerikansk herpetolog og læge.
Han studerede og praktiserede medicin i Philadelphia. Han var også en berømt herpetolog, der beskrev 55 nye arter af krybdyr.